# Nephilingis
Genre
Nephilingis est un genre d'araignées aranéomorphes de la famille des Araneidae.

## Distribution
Les espèces de ce genre se rencontrent en Afrique subsaharienne. Nephilingis cruentata a été introduite en Amérique du Sud.

## Liste des espèces
Selon World Spider Catalog (version 25.0, 18/03/2024) :
- Nephilingis borbonica (Vinson, 1863)
- Nephilingis cruentata (Fabricius, 1775)
- Nephilingis dodo (Kuntner & Agnarsson, 2011)
- Nephilingis livida (Vinson, 1863)

## Systématique et taxinomie
Ce genre a été décrit par Kuntner en 2013 dans les Nephilidae. Il est placé dans les Araneidae par Dimitrov et al. en 2017, dans les Nephilidae par Kuntner et al. en 2023 puis dans les Araneidae par Hormiga et al. en 2023.

## Publication originale
- Kuntner, Arnedo, Trontelj, Lokovsek & Agnarsson, 2013 : « A molecular phylogeny of nephilid spiders: evolutionary history of a model lineage. » Molecular Phylogenetics and Evolution, vol. 69, no 3, p. 961-979.